# Podlesie (Stary Garbów)
Podlesie – część wsi Stary Garbów w Polsce, położona w województwie świętokrzyskim, w powiecie sandomierskim, w gminie Dwikozy.
W latach 1975–1998 Podlesie administracyjnie należało do województwa tarnobrzeskiego.